# Mirko Drotschmann
Mirko Drotschmann (Malsch, Landkreis Karlsruhe; 30 de abril de 1986) es un periodista, productor y vlogger alemán.

## Carrera
Durante dos años - desde octubre de 2014 hasta octubre de 2017-, Drotschmann fue reportero y presentador en Logo (ZDF), también condujo el programa MDR Zeitreise en la televisión MDR Fernsehen. En este periodo funda la productora Objektiv Media, de la que es propietario, con la cual produce contenidos audiovisuales para internet y televisión y también contenido para emisoras.
En septiembre de 2016, la editorial Münchner Verlagsgruppe publicó el primer libro de Drotschmann, "Verrückte Geschichte – Absurdes, Lustiges und Unglaubliches aus der Vergangenheit".
Es miembro del Landesrat für digitale Entwicklung und Kultur (Consejo Estatal de Desarrollo y Cultura Digital), que asesora al gobierno estatal de Renania-Palatinado en cuestiones digitales. Forma parte del grupo de expertos en ciencias de la salud "iHealth" de Handelsblatt.